# چرزه (طارم)
چرزه روستایی است از توابع بخش مرکزی شهرستان طارم در استان زنجان ایران. مردم این روستا به زبان تاتی سخن می‌گویند. این زبان بازمانده زبان پهلوی است.

## مردم
این روستا در دهستان گیلوان واقع شده و زبان مردم آن تاتی است.
محمدباقر شفتی متولد این روستا می‌باشد.

## پیشینه
مؤلف مرآت البلدان در مورد چرزه نویسد: «قریه‌ای است قدیم‌النسق از قرای طارم واقع در میان کوه و بیست وپنج خانوار سکنه دارد که به زبان فرس قدیم تکلم می‌کنند. هوایش معتدل است. زراعتش از آب رودخانه مشروب می‌شود و گردنهٔ ناهموار و راهی صعب العبور دارد».
در فرهنگ جغرافیایی ایران آمده است: «دهی جزء دهستان طارم بالا بخش سیردان شهرستان زنجان که در ۴۲هزارگزی شمال باختر سیردان و ۱۰هزارگزی راه مالرو عمومی واقعست. کوهستانی و سردسیر است و ۱۶۷ تن سکنه دارد. آبش از چشمه، محصولش غلات، فندق، گردو و عسل، شغل اهالی زراعت، مکاری و بافتن گلیم، جاجیم و شال و راهش مالرو و صعب العبور است».